# Waterloo (Quebec)
Waterloo é uma cidade localizada na região de Montérégie, na província de Quebec no Canadá.